# GLtron
GLtron è un videogioco libero basato su Tron. Distribuito sotto GNU General Public License, il gioco è disponibile per Linux, Microsoft Windows e OS X.

## Accoglienza
La rivista Computer Gaming World ha lodato sia la semplicità dei comandi che la grafica e il gameplay del gioco.